# Управление государством (фильм)
Управление государством (фр. L'exercice de l'État) — франко-бельгийский драматический фильм 2011 года, поставленный режиссёром Пьером Шоллером. Премьера фильма состоялась в рамках программы «Особый взгляд» 64-го Каннского кинофестиваля, где он получил Приз ФИПРЕССИ. Фильм был номинирован в 11 категориях на кинопремию «Сезар» 2012 года, в 3-х из которых он одержал победу.

## Сюжет
В центре сюжета фильма — министр транспорта Бертран Сен-Жан, которого с детства готовили к политической карьере. Как-то среди ночи из аппарата министерства ему сообщают, что в окрестностях небольшого города перевернулся автобус со школьниками. Бертран срочно выезжает на место, чтобы взять ситуацию под контроль. Министра сопровождают его правая рука месье Жиль и пресс-секретарь Полин. С этого момента для министра начинается ряд проблем, возникающих при решении тех или иных вопросов. Механизм бюрократии работает, как хорошо слаженный механизм. После аварии у общественности возникают вопросы о причине катастрофы и состояние дорог в стране, поднимают вопрос о приватизации вокзалов и дальнейшие реформы. Министр транспорта вынужден в бешеном темпе справляться с потоком проблем, который хлынул на него подобно водопаду. Поэтому он постоянно на взводе, недосыпает и абсолютно забросил семью. В противоположность воспалительном министру — выдержанный, вежливый Жиль и оживленная, инициативная Полин.
Вместе с этим показана жизнь обычного человека — Мартина Кюлерса, который работает у министра водителем. Он — полная противоположность именитому Бертрану. У него нет особых надежд на будущее. Финансовые трудности, возникающие на почве этого расхождения с женой, приводят к тому, что супруги хотят развестись. Однажды так случилось, что Бертран попадает в дом к Мартину, где между ним и женой водителя, Жозеф, возникает небольшая ссора по поводу нежелания правительства смотреть на существующие трудности. Жозефа, которая работает в одной из больниц, считает, что политики оторваны от жизни народа и совсем не думают о том, как решать проблемы. То, что происходит меняет Бертрана — политика и Бертрана — человека.

## В ролях
| Актёр         | Роль            |
| ------------- | --------------- |
| Оливье Гурме  | Бертран Сен-Жан |
| Мишель Блан   | Жиль            |
| Забу Брайтман | Полин           |
| Лоран Стокер  | Ян              |
| Сильвен Дебле | Мартин Кюлерс   |